# Ceneo
Ceneo (in greco antico: Καινεύς?, Kainèus) o Cenide (in greco antico: Καινίς?, Kainìs) è un personaggio della mitologia greca, una giovane donna che diventò un uomo.

## Genealogia

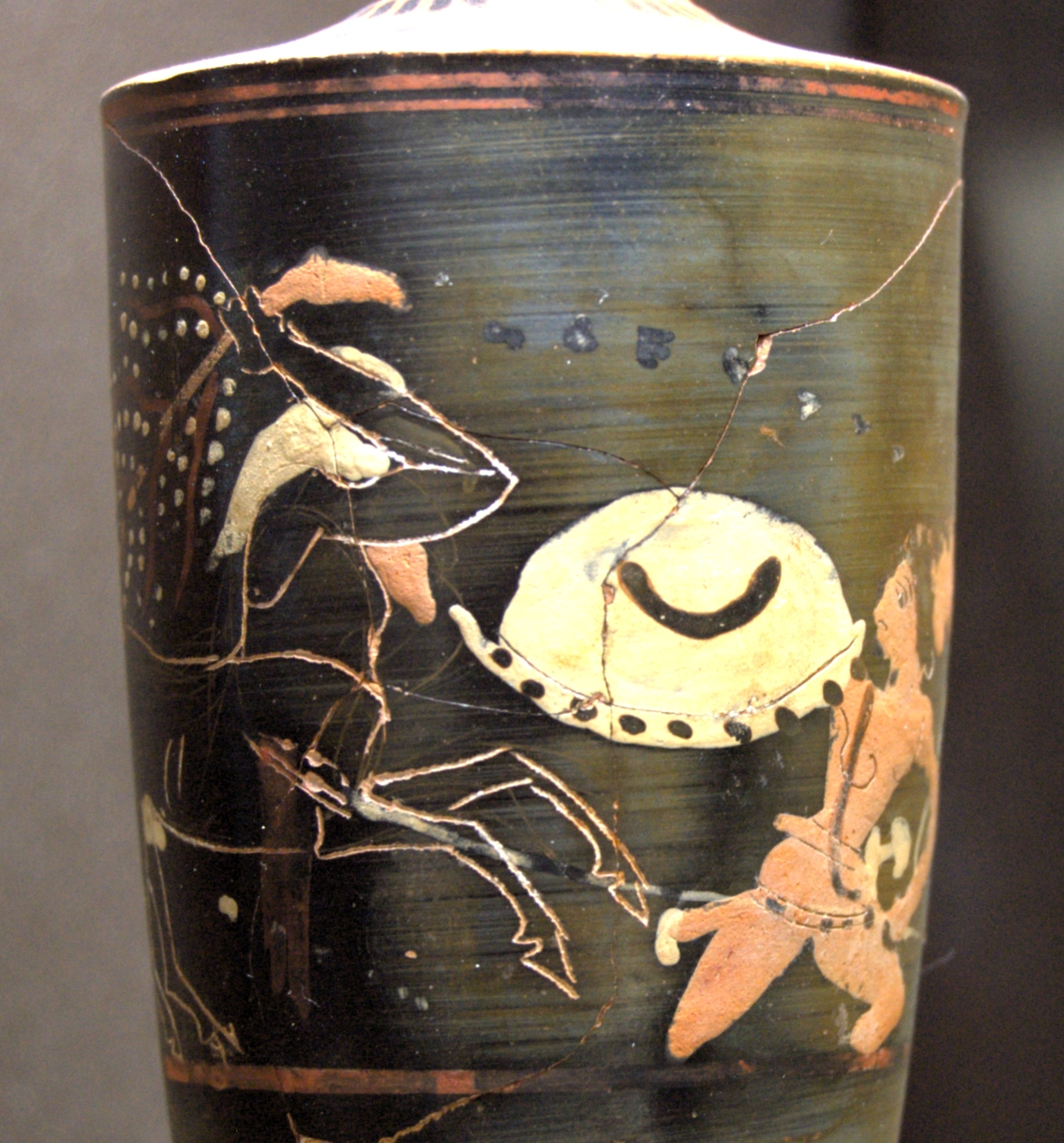
Ceneo, raffigurato qui solo, protetto solo da uno scudo, davanti ad un centauro, lekythos attico con decorazione a colori, circa 500-490 a.C., musée du Louvre (CA 2494)

Figlio secondo alcuni di Elato il lapita, oppure secondo altri di Corono. Secondo un'altra versione del mito suo padre era Atrace.
Appare comunque strettamente connesso con alcune importanti vicende mitiche che riguardano i Lapiti. Nel culto lunare antecedente all'avvento della religione olimpica Cenide impersonava probabilmente il novilunio (il suo nome significa infatti "nuova").
La sua assoluta singolarità nel panorama della mitologia greca sta nel suo mutamento di sesso, giacché era nato con un corpo femminile; si tratta probabilmente del più antico caso di cambiamento di sesso ricordato nella cultura occidentale. È indubbiamente significativo come archetipo, sebbene comunque in questa vicenda sia il prodigio soprannaturale a determinare gli eventi.

## Il mito
Cenide fu amata dal dio Poseidone, che le volle offrire in dono qualsiasi cosa lei desiderasse. Cenide domandò di essere trasformata in uomo, e di essere invulnerabile; il dio eseguì la richiesta.
Cenide mutò il nome in Ceneo (greco Καινεύς Kainèus, latino Caeneus), divenendo un fortissimo guerriero e guidando con successo gli eserciti lapiti in battaglia. Ceneo generò anche un figlio, chiamato anche lui Corono, che fu uno degli Argonauti e venne ucciso molti anni dopo da Eracle durante uno scontro. Ceneo si fece presto prendere la mano, e pieno di orgoglio per il suo successo arrivò a piantare una lancia nel mezzo della piazza del mercato della città in cui risiedeva, e costrinse tutti a venerarlo come se fosse una divinità. Zeus si indispettì per questo comportamento e decise di punirlo. Quando Ceneo partecipò al matrimonio di Piritoo e Ippodamia, durante il quale si scatenò la celebre lotta tra Lapiti e Centauri (vedi Teseo e Piritoo), Zeus indusse i Centauri ad accanirsi contro di lui e ucciderlo. Ceneo ebbe la meglio su molti di loro, perché grazie alla sua invulnerabilità gli attacchi dei Centauri andavano a vuoto; alla fine però venne sotterrato a colpi di tronchi d'albero e finito con terra e pietre, morendo soffocato.
Secondo quanto racconta Ovidio, Mopso scorse la sua anima volare via da sotto la catasta d'alberi in forma d'uccello dalle ali fulve, visto solo in quell'occasione: ma una volta giunta nell'Ade, essa riprese forme umane e femminili; del resto al momento del funerale ci si accorse che anche il corpo di Ceneo era nuovamente quello di una donna.